# Flaga Tobolska
Flaga Tobolska (ros: Флаг Тобольска) – jeden z symboli miejskich Tobolska, w obecnej postaci przyjęty oficjalnie przez radę miejską 29 maja 2007 roku.

## Symbolika i historia
Flaga Tobolska to prostokątny materiał w proporcjach (szerokość do długości) – 2:3 o jednolitym polu o błękitnej barwie. Na jej środku znajduje się wyobrażenie znane z herbu Tobolska ukazujące trofea wojenne, przedstawione pod postacią złotego monumentu w kształcie piramidy. Przed nią dwa złote bębny o srebrnych zakończeniach oraz dwie srebrne halabardy. Obok nich po każdej ze stron trzy sztandary, w kolorach: purpury, szkarłatu (czerwieni) i zieleni. Symbolika barw użytych we fladze Tobolska jest dokładnie taka sama jak tych zastosowanych w jego herbie. Złoty kolor oddaje bogactwo tych terenów, a także szacunek i stabilizację. Srebrny oznacza czystość, doskonałość, ale też pokój, a błękit odzwierciedla szlachetność i honor. Czerwień (szkarłat) użyta na sztandarach pokazywać ma ciężką pracę mieszkańców Tobolska, ale także ich siłę. Zieleń natomiast nawiązuje do piękna przyrody, zdrowia oraz życia, a purpura oddawać ma majestat. 
Symbolika użyta we fladze pojawia się pierwszy raz w okresie panowania Piotra I Wielkiego i związana jest z odznakami wojskowymi regimentu, który stacjonował w Tobolsku. Flaga została przyjęta przez Tobolską Radę Miejską 29 maja 2007 roku. Podobnie jak herb miasta, prace nad projektem flagi prowadziła komisja złożona z artystów i ekspertów heraldycznych z Petersburga, Tobolska, Chimek i z Moskwy. Zastosowanie flagi reguluje uchwała Tobolskiej Rady Miejskiej z 19 czerwca 2007 r. (nr. 123).    